# Yellow Submarine Songtrack
Yellow Submarine Songtrack ist ein Remixalbum von der britischen Musikgruppe Beatles, das Musiktitel des Films Yellow Submarine aus dem Jahr 1968 enthält. Das Album erschien am 13. September 1999 in Großbritannien und Deutschland und am 14. September in den USA.
Der Film Yellow Submarine wurde am 13. September 1999 in Großbritannien und am folgenden Tag in den USA wiederveröffentlicht.

## Entstehung

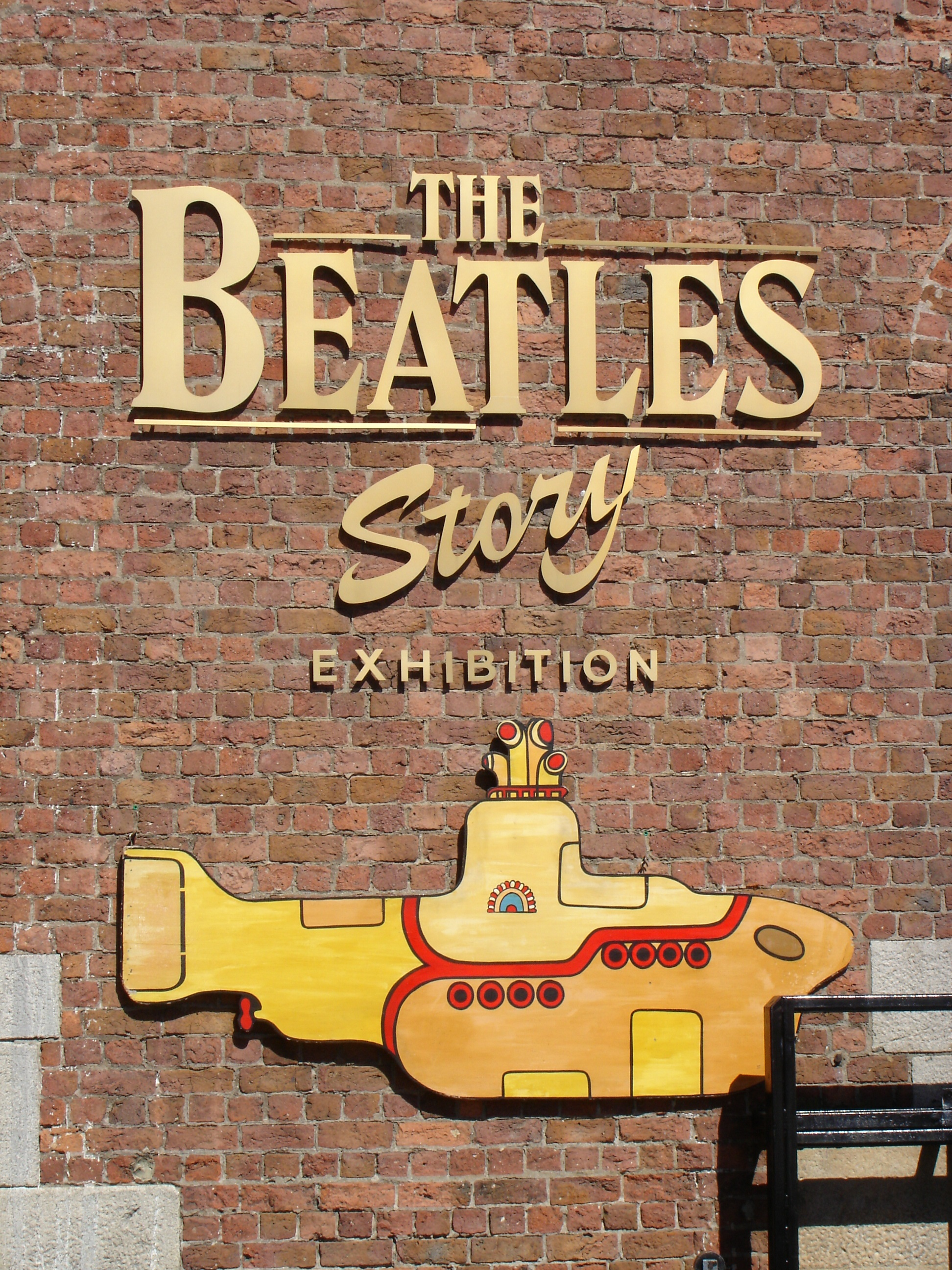
Eingang zur Ausstellung The Beatles Story in Liverpool

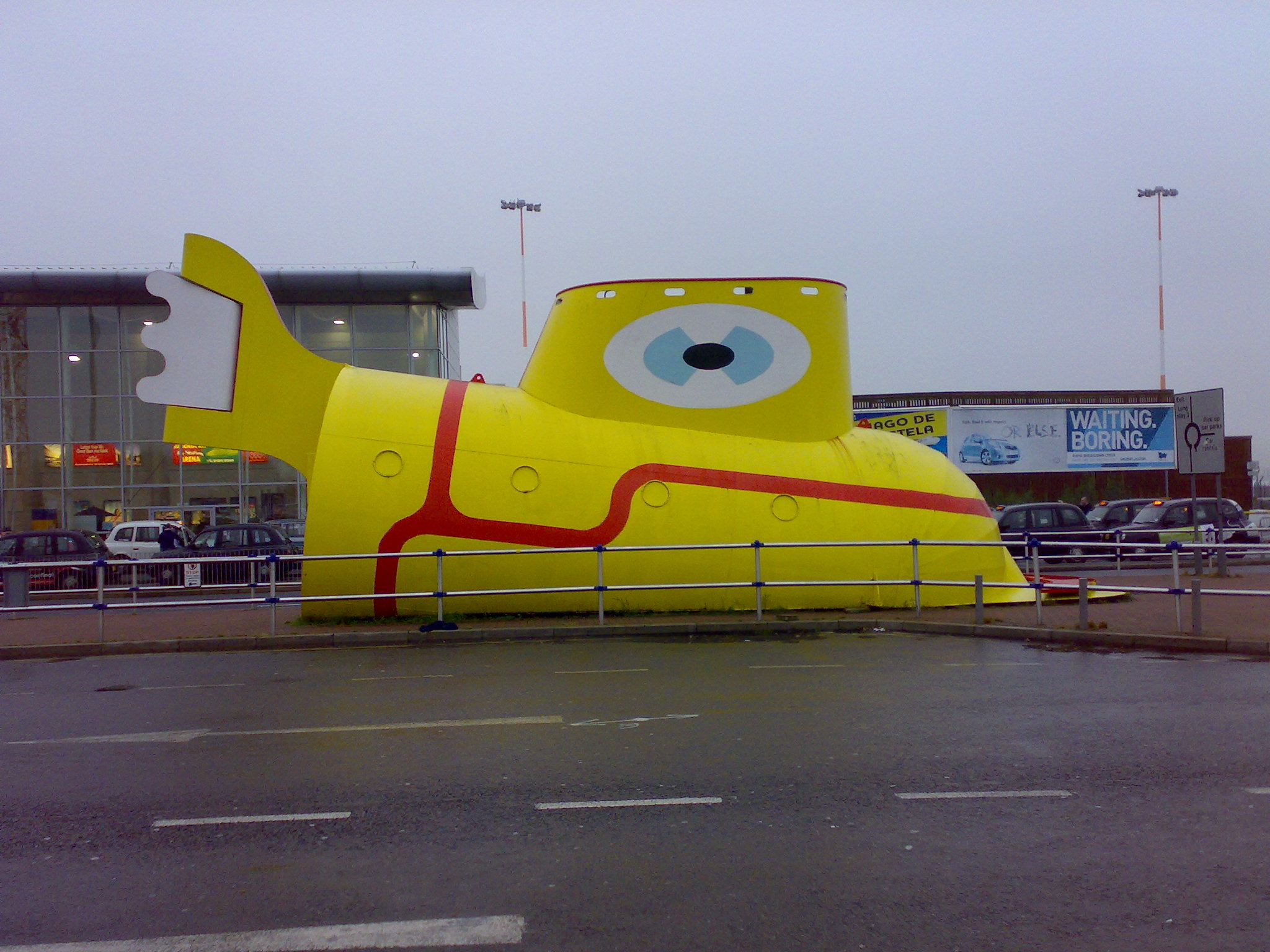
Yellow Submarine – Skulptur vor dem Flughafen in Liverpool

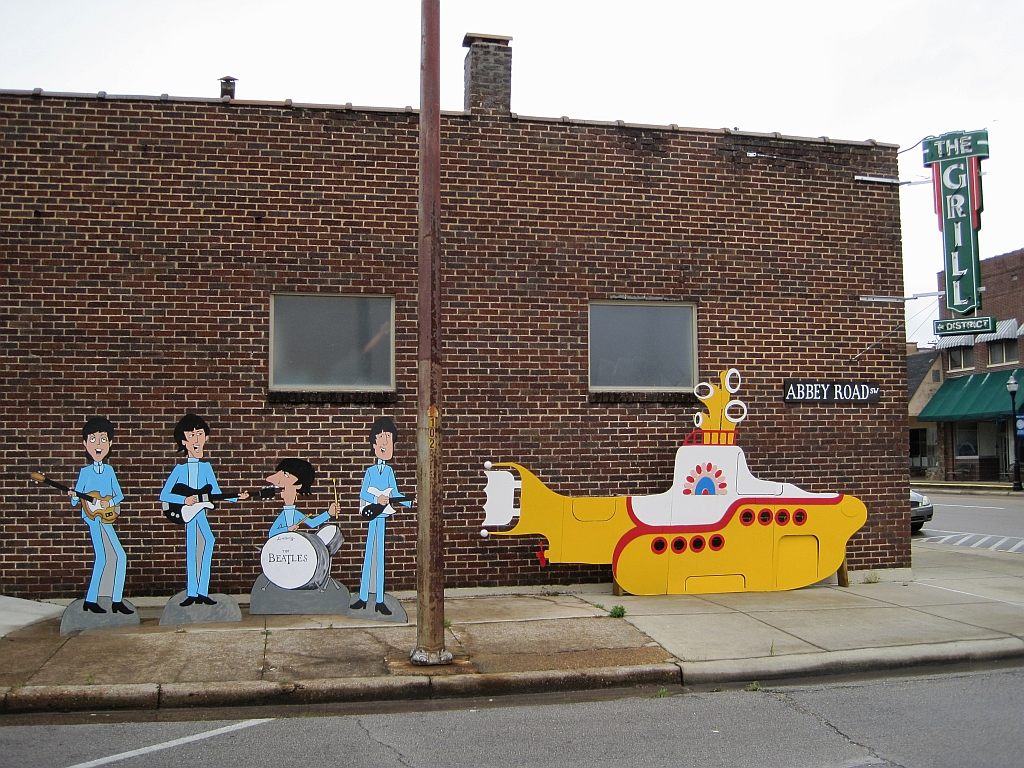
Yellow Submarine-Pappaufsteller

Ursprünglich erschien das Album Yellow Submarine im Januar 1969, sechs Monate nach dem Kinostart. Die erste Seite der LP enthält sechs Lieder der Beatles, davon vier zuvor unveröffentlichte Stücke. Die zweite Seite des Albums enthält die orchestrale Filmmusik von George Martin. Der Film Yellow Submarine enthält noch weitere Lieder, die für das Soundtrackalbum nicht verwendet wurden: Eleanor Rigby, Love You To, Lucy in the Sky with Diamonds, Think for Yourself, Sgt. Pepper’s Lonely Hearts Club Band, With a Little Help from My Friends, Baby, You’re a Rich Man, When I’m Sixty-Four und Nowhere Man. Teile der Lieder von Within You Without You und A Day in the Life werden ebenfalls im Film angespielt.
Im Jahr 1999 wurde in den Abbey Road Studios ein neues Soundtrackalbum erstellt, bei der Zusammenstellung der Lieder wurde auf die Orchester-Lieder von George Martin verzichtet und die neun aufgeführten und die sechs Lieder des Originalalbums verwendet, nicht hinzugefügt wurden Within You Without You und A Day in the Life. Die 15 Lieder wurden von Peter Cobbin und seinen Assistenten Paul Hicks und Mirek Stiles neu abgemischt. Das Projekt wurde von Allan Rouse koordiniert.
Die überarbeiteten und digital neu abgemischten Masterbänder weisen zahlreiche Änderungen und Anpassungen gegenüber den Originalaufnahmen auf, da Peter Cobbin nicht die Originalabmischungen rekonstruieren wollte.
- Der Titeltrack von Yellow Submarine enthält die Zeile “A life of ease” von John Lennon, die in früheren Stereoversionen fehlte.
- Hey Bulldog wurde komplett auf nur einem Vier-Spur-Band aufgezeichnet. Das Klavier und das Schlagzeug wurden zusammen auf einer Spur aufgenommen und konnten deshalb nicht getrennt neu abgemischt werden. Sie sind auf dem linken Audio-Kanal, während der Gesang und die Snare-Overdubs von Ringo Starr zentriert sind.
- Das doppelte Tracking, das sich (möglicherweise irrtümlich) in der ersten Strophe auf der 1966er Stereoversion von Eleanor Rigby befand, wurde im 1999er Remix korrigiert. Darüber hinaus wurden die Streicher in einer ähnlichen Weise wie in der Anthology 2 instrumentell getrennt.
- Die Stereoversion von Love You To enthält eine kürzere Einleitung als die ursprüngliche Monoaufnahme. Diese Verkürzung wurde in der Songtrackversion beibehalten.
- Akustische Gitarren und Perkussions auf dem linken Kanal wurden für die neue Mischung von All Together Now entfernt. Der Gesang von Paul McCartney und John Lennon wurde zentriert, während der Chor auf die linke und rechte Seite aufgeteilt wurde.
- Die Abmischung von Lucy in the Sky with Diamonds orientiert sich im Wesentlichen an der Originalabmischung, der Gesang wirkt klarer und das Schlagzeug ist deutlicher zu hören.
- Bei Think for Yourself und Nowhere Man wurden die Stimmen und die Instrumente in der Abmischung separiert und sind damit deutlich klarer zu hören.
- Bei Sgt. Pepper’s Lonely Hearts Club Band, With a Little Help from My Friends, When I’m Sixty-Four und Baby You’re a Rich Man wurde der Gesang zentriert und die Instrumente separiert, das Schlagzeug ist dominanter.
- Die Songtrack-Version von Only a Northern Song gibt das Lied zum ersten Mal in Stereo wieder. Das Original von 1969 auf dem Stereoalbum war eine synthetisierte Duophonic-Variante der ursprünglichen Monoversion. Ein Stereomix des Liedes erschien auch auf dem Doppelalbum Anthology 2 mit verschiedenen Overdubs und Texten.
- Der Gesang, der Chorgesang und die Instrumente sind bei der neuen Stereoversion von All You Need Is Love und It’s All Too Much deutlich klarer zu hören.

Es wurden für den wiederveröffentlichten Film darüber hinaus 5.1-Abmischungen hergestellt.
Um den Verkauf von Yellow Submarine Songtrack im Jahr 1999 zu fördern, wurde eine Reihe von Aktionen gestartet. Dazu gehörten eine Sonderbriefmarken-Serie, Action-Figuren der Hauptakteure des Films sowie eine Vielzahl von verschiedenen Yellow Submarine-Produkten, wie beispielsweise Mauspads. Eurostar-Züge wurden mit Yellow Submarine-Motiven bemalt. Darüber hinaus wurde ein lebensgroßes Yellow Submarine auf einer Promotion-Tour rund um den Globus gezeigt.
Yellow Submarine Songtrack wurde auch als Musikkassette sowie als Langspielplatte, auf gelbem Vinyl und schwarzen Vinyl gepresst, veröffentlicht.
Das Album debütierte in den britischen Charts auf Platz 8 mit 19.000 Exemplaren in der ersten Woche. Darüber hinaus stand es auf Platz 15 der Billboard 200 mit 68.000 Exemplaren in der ersten Woche. In Frankreich stieg das Album auf Platz 13, in Deutschland auf Platz 11.
Im November 1999 wurde das Album in den USA mit Gold für 500.000 verkaufte Exemplare ausgezeichnet.

## Wiederveröffentlichung
Am 4. Juni 2012, in Nordamerika am 5. Juni 2012, erschien das Album erneut auf CD, zusammen mit dem Film auf DVD/Blu-ray Disc. Während das Original der 1999er Veröffentlichung aus einem Slimcase bestand, wurde die 2012er Version in einem aufklappbaren Pappcover veröffentlicht. Das Album ist seit Juni 2012 als Download bei iTunes erhältlich, ab dem 13. Juli 2018 war das Album auch bei Streaming-Diensten verfügbar.

## Covergestaltung
Das Albumcover sowie das zwölfseitige CD-Faltblatt stammen von Fiona Andreaelli. Die Schallplatte befindet sich in einem Klappcover, das von außen das gelbe Unterseeboot aus dem Zeichentrickfilm Yellow Submarine darstellt. Das Faltblatt bildet ebenfalls Szenen aus dem Film ab.

## Titelliste
Alle Lieder stammen von Lennon/McCartney, mit Ausnahme der Titel 4, 7, 11 und 15, die von George Harrison komponiert worden sind.
| Nr. | Lied                                  | Autor            | Leadgesang | Länge | Erstveröffentlichung                        |
| --- | ------------------------------------- | ---------------- | ---------- | ----- | ------------------------------------------- |
| 01  | Yellow Submarine                      | Lennon/McCartney | Starr      | 2:38  | Album Revolver                              |
| 02  | Hey Bulldog                           | Lennon/McCartney | Lennon     | 3:14  | Album Yellow Submarine                      |
| 03  | Eleanor Rigby                         | Lennon/McCartney | McCartney  | 2:06  | Album Revolver                              |
| 04  | Love You To                           | Harrison         | Harrison   | 3:01  | Album Revolver                              |
| 05  | All Together Now                      | Lennon/McCartney | McCartney  | 2:10  | Album Yellow Submarine                      |
| 06  | Lucy in the Sky with Diamonds         | Lennon/McCartney | Lennon     | 3:28  | Album Sgt. Pepper’s Lonely Hearts Club Band |
| 07  | Think for Yourself                    | Harrison         | Harrison   | 2:18  | Album Rubber Soul                           |
| 08  | Sgt. Pepper’s Lonely Hearts Club Band | Lennon/McCartney | McCartney  | 2:02  | Album Sgt. Pepper’s Lonely Hearts Club Band |
| 09  | With a Little Help from My Friends    | Lennon/McCartney | Starr      | 2:44  | Album Sgt. Pepper’s Lonely Hearts Club Band |
| 10  | Baby You’re a Rich Man                | Lennon/McCartney | Lennon     | 3:03  | Single-B-Seite                              |
| 11  | Only a Northern Song                  | Harrison         | Harrison   | 3:27  | Album Yellow Submarine                      |
| 12  | All You Need Is Love                  | Lennon/McCartney | Lennon     | 3:57  | Single-A-Seite                              |
| 13  | When I’m Sixty-Four                   | Lennon/McCartney | McCartney  | 2:37  | Album Sgt. Pepper’s Lonely Hearts Club Band |
| 14  | Nowhere Man                           | Lennon/McCartney | Lennon     | 2:44  | Album Rubber Soul                           |
| 15  | It’s All Too Much                     | Harrison         | Lennon     | 6:28  | Album Yellow Submarine                      |

## LP-Version
| Seite 1 1. Yellow Submarine 2. Hey Bulldog 3. Eleanor Rigby 4. Love You To 5. All Together Now 6. Lucy in the Sky with Diamonds 7. Think for Yourself 8. Sgt. Pepper’s Lonely Hearts Club Band 9. With a Little Help from My Friends | Seite 2 1. Baby, You’re a Rich Man 2. Only a Northern Song 3. All You Need Is Love 4. When I’m Sixty-Four 5. Nowhere Man 6. It’s All Too Much |

## Promotion-Veröffentlichungen
| Titel                      | Inhalt                                                       | Veröffentlicht | Label Katalognr.              |
| -------------------------- | ------------------------------------------------------------ | -------------- | ----------------------------- |
| Yellow Submarine Songtrack | Hey Bulldog/Yellow Submarine/Eleanor Rigby/It’s All Too Much | Sep. 1999      | Capitol DPRO 7087 6 13853 2 8 |

## Kommerzieller Erfolg

### Chartplatzierungen
| ChartsChartplatzierungen       | Höchstplatzierung | Wochen |
| ------------------------------ | ----------------- | ------ |
| Deutschland (GfK)              | 11 (11 Wo.)       | 11     |
| Österreich (Ö3)                | 8 (8 Wo.)         | 8      |
| Schweiz (IFPI)                 | 23 (5 Wo.)        | 5      |
| Vereinigte Staaten (Billboard) | 15 (16 Wo.)       | 16     |
| Vereinigtes Königreich (OCC)   | 8 (9 Wo.)         | 9      |

### Auszeichnungen für Musikverkäufe
| Land/Region                  | Auszeichnungen für Musikverkäufe (Land/Region, Auszeichnung, Verkäufe) | Verkäufe |
| ---------------------------- | ---------------------------------------------------------------------- | -------- |
| Vereinigte Staaten (RIAA)    | Gold                                                                   | 500.000  |
| Vereinigtes Königreich (BPI) | Gold                                                                   | 100.000  |
| Insgesamt                    | 2× Gold ·                                                              | 600.000  |

Hauptartikel: The Beatles/Auszeichnungen für Musikverkäufe